# Стенлі Донвуд
Ден Ріквуд (англ. Dan Rickwood; 29 жовтня 1968, Ессекс), відомий як Стенлі Донвуд, — англійський художник і письменник. З 1994 року він створив усі обкладинки для рок-гурту Radiohead разом з їхнім вокалістом Томом Йорком, а також для інших проєктів Йорка, зокрема Atoms for Peace та The Smile. У 2002 році пара отримала премію Ґреммі за найкраще оформлення альбому 2001 року Radiohead Amnesiac. Донвуд також створює обкладинки для фестивалю Ґластонбері, опублікував книги оповідань та мемуари.

## Кар'єра
Ріквуд використовує криптонім Стенлі Донвуд. Він розповідав: «Мені подобається відокремлювати людину, якою я є вдома — мию посуд, пилосошу, забираю дітей зі школи і так далі — від того, ким би не був Стенлі Донвуд». Своїм знайомством з мистецтвом він назвав музичні магазини з їхніми полицями обкладинок альбомів.

### Radiohead
Донвуд і вокаліст Radiohead Том Йорк познайомилися, будучи студентами-художниками в Університеті Ексетера. За словами Донвуда, його першим враженням від Йорка було те, що він був «Балакучим. Розлюченим. Кимось, з ким я міг би працювати.» Йорк писав: «Я зустрів його першого дня в художньому коледжі … Я зрозумів, що або ця людина мені зовсім не сподобається, або я працюватиму з ним до кінця життя».
Йорк попросив Донвуда створити обкладинку для мініальбому My Iron Lung гурту Radiohead 1994 року. Донвуд не був фанатом рок-музики і сказав, що взявся за цю роботу, бо знав Йорка. У 2015 році він сказав: «[Radiohead] зовсім не був моїм улюбленим гуртом. Зараз вони прозріли і стали набагато більш електро. Тепер мені подобається їхня музика».
З тих пір Донвуд працював з Йорком над створенням обкладинок для всіх релізів і промо-матеріалів Radiohead. Донвуд працює із записами Radiohead, дозволяючи музиці впливати на обкладинку. У той час як Донвуд описував себе як схильного до «деталізації і перфекціонізму», він говорив, що Йорк «повністю протилежний, він все псує …. Я щось роблю, потім він псує, потім я псую те, що він зробив … і ми продовжуємо це робити, поки не будемо задоволені результатом. Це змагання, щоб побачити, хто 'виграє' картину, хто з нас заволодіє нею в художній спосіб».
У 2002 році Донвуд і Йорк отримали премію Ґреммі за найкраще пакування спеціального видання альбому Amnesiac. Донвуд взяв участь у виставці Kid A Mnesia Exhibition, інтерактивному проєкті 2021 року з музикою та художніми роботами з альбомів Kid A (2000) і Amnesiac (2001). Він також створює обкладинки для сольних записів Тома і гуртів Йорка Atoms for Peace і The Smile.

### Виставки
У 2006 році виставка Донвуда «London Views» складалася з серії 14 ліногравюр із зображенням різних лондонських пам'яток, зруйнованих пожежею та повінню. Принти були виставлені в лондонській галереї Lazarides. Одна з гравюр була використана як обкладинка для першого сольного альбому Йорка The Eraser (2006).
У листопаді 2006 року Донвуд виставив оригінальні картини та інші роботи, виконані ним і Йорком для альбомів Radiohead, в галереї Iguapop у Барселоні. У травні 2015 року Донвуд відкрив виставку робіт Radiohead «The Panic Office» у Сіднеї, Австралія, для якої Йорк написав оригінальний саундтрек. У 2021 році Донвуд розробив дизайн велосипеда Brompton на тему Radiohead, який був виставлений на аукціон для благодійної організації Crew Nation.
У жовтні 2021 року Донвуд і Йорк курували виставку робіт Radiohead у штаб-квартирі Christie's у Лондоні. Донвуд виставив на аукціон картини та інші роботи, які він створив для Kid A. У вересні 2023 року Йорк і Донвуд виставили в Лондоні добірку робіт «The Crow Flies». Картини, засновані на картах ісламських піратів та військових топографічних картах США 1960-х років, що стали роботою для першого альбому Smile A Light for Attracting Attention (2022).

### Письменництво
Донвуд опублікував три збірки оповідань: Slowly Downward: A Collection of Miserable Stories (2001), Household Worms (2011) і Bad Island (2020). Він писав оповідання для безкоштовної газети The Universal Sigh, створеної для просування альбому Radiohead The King of Limbs 2011 року. У 2019 році він опублікував мемуари про свою творчість під назвою There Will Be No Quiet.

### Six Inch Records
Наприкінці 2006 року Донвуд і Річард Лоуренс заснували незалежну звукозаписну компанію Six Inch Records. Лейбл випустив три альбоми накладом 333 копії кожен. Компакт-диски були упаковані вручну в гільзи розміром шість дюймів у квадраті. Усі механізовані операції — друк, нарізання та підрахунок — здійснювалися на друкарській машині Heidelberg 1965 року випуску. 18 лютого 2009 року Донвуд оголосив про закриття Six Inch Records.

### Інші роботи
У 2006 році Донвуд почав створювати та продавати широкоформатні постери. В інтерв'ю AllMusic він пояснив це як спробу відновити зв'язок з процесом виготовлення принтів і як спосіб поділитися своїм мистецтвом у більшому форматі, ніж маленькі, низькоякісні принти на обкладинках альбомів і вкладишах: «Це спосіб вивести картини так, як вони повинні бути сприйняті; не як 4-кольорові літографії на дешевому папері, а як справжні витвори мистецтва, які мають набагато більший візуальний вплив». Донвуд створює художні роботи для фестивалю Ґластонбері.
Донвуд створив обкладинки для книг письменника Роберта Макфарлейна. У 2021 році він співпрацював з Макфарлейном над виданням віршів Томаса Гарді, опублікованих видавництвом Folio Society. Донвуд надав ілюстрації до віршів, відібраних і представлених Макфарлейном. Ілюстрації Донвуда виставлялися в лондонській галереї Jealous у 2021 році та в галереї Fine Foundation у замку Дерлстон у заміському парку Дерлстон у 2021 році.